# تحدي بلا حدود
تحدي بلا حدود بالكورية (무한도전) بالهنجا (無限挑戰) هو برنامج تلفزيوني كوميدي كوري أنتجته قناة MBC الكورية اعتبارا من June و July 2009 , أنه يضل لديه أكبر علامة تجارية موعدها بين 13.8 بالمئة و 19.7 بالمئة لمشاهدين التلفزيون الكوري «تحدي بلا حدود» في الساعة 6:40 مساءً كل يوم سبت وهذا يجعله من أعلى برنامج تلفزيوني على العرض في السبت مساءً وهذا أيضا يجعله أكثر مشاهده غير-الدراما في كوريا الجنوبية كل أسبوع (باستثناء الأحداث الرياضية الخاصة، منذ نوفمبر 2006 باستثناء لجونوري 2009) وانه قد احتفظ بنفس الوقت المقرر، منذ أول عرض في 2005 . عند 2009 , انه يستغرق تقريبا 70 دقيقه، باستثناء 10 دقائق من الإعلان . الحلقات أيضا في كثير من الأحيان يعيدون البث على العديد من القنوات الكورية.

## روابط خارجية
- تحدي بلا حدود على موقع IMDb (الإنجليزية)
- تحدي بلا حدود على موقع ميوزك برينز (الإنجليزية)
- تحدي بلا حدود على موقع قاعدة بيانات الفيلم (الإنجليزية)